# Cuộc vây hãm Belfort
Cuộc vây hãm Belfort là một hoạt động quân sự trong Chiến dịch tấn công Pháp của quân đội Phổ – Đức vào các năm 1870 – 1871, đã diễn ra từ ngày 3 tháng 11 năm 1870 cho đến ngày 16 tháng 2 năm 1871, tại pháo đài Belfort ở miền Đông nước Pháp. Sau suốt hơn 3 tháng ngăn chặn đường tiếp tế của quân đội Phổ vào nội địa của Pháp, quân đội Pháp trú phòng tại Belfort dưới quyền chỉ huy của viên đại tá Pierre Philippe Denfert-Rochereau cuối cùng đã đầu hàng đội quân vây hãm của Đức (với các lực lượng đến từ Phổ, Bayern, Baden và Württemberg) dưới quyền chỉ huy của Thiếu tướng Udo von Tresckow (thuộc Quân đoàn XIV của Đức dưới quyền Thượng tướng Bộ binh Karl August von Werder), theo một thỏa ước được ký kết giữa hai nước Đức và Pháp trong ngày 15 tháng 2. Trong hơn 100 ngày vây hãm Belfort, lực lượng pháo binh của Đức đã oanh kích vô cùng dữ dội vào thành phố - pháo đài trong vòng 73 ngày, và hàng trăm dân thường thiệt mạng. Cuộc kháng cự của đại tá Denfert-Rochereau ở thành phố - pháo đài Belfort đã khiến cho ông trở thành một trong những anh hùng dân tộc của Pháp trong cuộc chiến tranh. Sau khi Belfort đầu hàng các lực lượng Đức – Phổ, đội quân trú phòng Pháp ở đây đã được phép rút lui khỏi pháo đài này cùng với mọi khí giới, trang bị và cờ phướn của họ.
Vào cuối tháng 10 năm 1870, Sư đoàn Trừ bị số 1 của quân đội Phổ dưới quyền Thiếu tướng Udo von Tresckow đã được lệnh phong tỏa Belfort, trong khi các thành phần thuộc sư đoàn này đang rải rác khắp Alsace và vùng núi Vosges. Sau một số cuộc giao tranh ở Les Errues, Rougemoni và Petit- Magny, Tresckow và sư đoàn của ông đã đến gần Belfort vào ngày 3 tháng 11, và sẽ dần dần phong tỏa pháo đài này. Do địa hình thuận lợi đối với hệ thống phòng ngự của Belfort, và do thực lực của đội quân vây hãm không đủ mạnh, những bước đầu cho cuộc bao vây Belfort của người Đức cũng không ít khó khăn. Hôm đó, Tresckow thiết lập tổng hành dinh ở phía bắc thị trấn. Vào ngày 9 tháng 11, quân đội Đức đánh chiếm lâu đài Montbéliard, về hướng nam Belfort, nhờ đó các tiền đồn của Đức được mở rộng về hướng đông nam đến Bourogne trên con đường Delle. Cuộc phong tỏa Belfort thực sự đã hoàn thành, và quân Đức dần dần cũng chiếm giữ Sermamagny. Từ đây, họ lại chiếm nhiều vị trí khác. Quân Đức bố phòng vững chãi khu vực mà họ chiếm được vào ngày 23 tháng 11, và vòng vây của quân đội họ đã được thắt chặt. Cũng trong ngày hôm đó, tổng hành dinh của quân đội Đức được đưa đến Fontaine. Thời gian này cho thấy nhiều cuộc giao chiến và phá vây liên tục xảy ra, trong đó lợi thế thuộc về người Đức: một những sự kiện điển hình là vào ngày 15 tháng 11, quân Pháp mở một cuộc phá vây về phía Bessoncourt, nhưng bị một tiểu đoàn dân binh Landwehr đập tan. Quân Pháp cũng phát động một cuộc phá vây khác vào ngày 23 tháng 11 nhưng kết thúc với việc quân Đức đánh chiếm các vị trí quan trọng gần pháo đài. Đến ngày 24 tháng 11, các cuộc phá vây khác cũng được thực hiện, nhưng bị một trung đoàn dân binh Landwehr đánh bại. Sau một cuộc trinh sát ngày 16 tháng 11, người Đức quyết định phải dùng pháo binh oanh kích Belfort.
Các khẩu công thành pháo của pháo binh Phổ và Württemberg đã tiếp viện cho sư đoàn của Trecskow. Bất chấp hỏa lực của quân Pháp và đất đá, công binh Đức đã hoàn tất hàng loạt chiến hào và đường đắp cao vào đêm ngày 2 tháng 12, và đây có thể được xem là đường hào ngang thứ nhất. Sau khi việc lắp đặt các khẩu đội được hoàn thành, cuộc pháo kích khởi đầu vào sáng ngày 3 tháng 12, nhằm vào các pháo đài Barres và Bellevue cùng với thành trì. Quân phòng thủ kháng cự quyết liệt, gây khó khăn cho pháo binh Đức. Tuy nhiên, với ưu thế vượt trội của mình, phần lớn các khẩu đại bác của Phổ vẫn đứng vững. Đến ngày 9 tháng 12, hiệu quả của pháo rãnh xoắn Phổ, thị trấn đã bị cháy rụi và các pháo đài bị hư hại. Tuy nhiên, pháo binh Pháp cũng gây cháy ở các ngôi làng như Essert và Cravanche. Vào ngày 11 tháng 12, quân trú phòng của Pháp mở một cuộc phá vây nhằm vào các khẩu đội pháo của Phổ nhưng bị đánh bật. Sau đó, cuộc oanh kích được thực hiện từ phía đông nam, phía đông và phía nam. Ngày 25 tháng 12, người Đức nhận được tin về bước tiến của lực lượng giải vây của Pháp dưới quyền tướng Charles Denis Bourbaki. Tuy nhiên, trận bao vây vẫn tiếp diễn, và vào ngày 8 tháng 1, quân đội Đức giành được làng Danjustin từ tay quân Pháp, bắt được một số lượng lớn tù binh Pháp. Sau đó, quân Đức cũng chiếm được các vị trí phòng ngự cứng rắn, nhờ đó họ càng đến gần pháo đài hơn. Nhưng rồi, Bourbaki bị Werder đánh thảm bại trong trận sông Lisaine, và cuộc vây hãm Belfort tiếp tục diễn ra quyết liệt. Sự oanh kích của pháo binh Đức đã tàn phá Belfort rất nặng nề, và đội quân trú phòng của Pháp đã bị thiệt hại nặng. Belfort không còn khả năng chịu đựng nữa, nhưng phải đến khi một thỏa ước được ký kết ở cung điện Versailles vào ngày 15 tháng 2, quân trú phòng Pháp mới rút về khu vực có lực lượng Pháp án ngữ.
Cuối năm 1873, sau khi Pháp bồi thường đầy đủ chiến phí, quân đội Đức rút khỏi Belfort và các lãnh thổ bị tạm chiếm của Pháp.